# Unheimliche Gegner
Unheimliche Gegner (koreanisch 경이로운 소문, RR Gyeongiroun Somun, sinngemäß Erstaunliches Gerücht/Wunderbarer Somun) ist eine südkoreanische Mystery- und Action-Fernsehserie. Hauptdarsteller sind Jo Byung-gyu, Yu Jun-sang, Kim Se-jeong und Yeom Hye-ran. Die erste, sechzehn Teile umfassende Staffel lief von November 2020 bis Januar 2021 in Südkorea, in Deutschland wurden alle Teile am 31. Januar 2021 auf Netflix veröffentlicht. Die Serie basiert auf dem gleichnamigen Webtoon von Jang Yi.

## Handlung
Während des Tages arbeitet das Trio Mo-tak, Ha-na und Mae-ok in einem Nudelrestaurant; anschließend sind sie „Counter“ bzw. Dämonenjäger, deren Mission es ist, einerseits dunkle Geister einzufangen und andererseits den Toten den Übergang ins Jenseits zu ermöglichen. Da sie eigentlich ein Quartett sind, aber das vierte Mitglied bei einem Einsatz verloren haben, akquirieren sie So Mun als Ersatz.

## Besetzung
| Rolle       | Darsteller   | Folgen  |
| ----------- | ------------ | ------- |
| So Mun      | Jo Byung-gyu | 1.01–16 |
| Do Ha-na    | Kim Se-jeong | 1.01–16 |
| Choo Mae-ok | Yeom Hye-ran | 1.01–16 |
| Ga Mo-tak   | Yu Jun-sang  | 1.01–16 |

## Episodenliste
| Nr. | Deutscher Titel | Originaltitel | Regie                         | Drehbuch    |
| --- | --------------- | ------------- | ----------------------------- | ----------- |
| 1   | Folge 1         | 1화           | Yoo Seon-dong                 | Yeo Ji-na   |
| 2   | Folge 2         | 2화           | Yoo Seon-dong                 | Yeo Ji-na   |
| 3   | Folge 3         | 3화           | Yoo Seon-dong                 | Yeo Ji-na   |
| 4   | Folge 4         | 4화           | Yoo Seon-dong                 | Yeo Ji-na   |
| 5   | Folge 5         | 5화           | Yoo Seon-dong, Park Bong-seop | Yeo Ji-na   |
| 6   | Folge 6         | 6화           | Yoo Seon-dong, Park Bong-seop | Yeo Ji-na   |
| 7   | Folge 7         | 7화           | Yoo Seon-dong, Park Bong-seop | Yeo Ji-na   |
| 8   | Folge 8         | 8화           | Yoo Seon-dong, Park Bong-seop | Yeo Ji-na   |
| 9   | Folge 9         | 9화           | Yoo Seon-dong, Park Bong-seop | Yeo Ji-na   |
| 10  | Folge 10        | 10화          | Yoo Seon-dong, Park Bong-seop | Yeo Ji-na   |
| 11  | Folge 11        | 11화          | Yoo Seon-dong, Park Bong-seop | Yeo Ji-na   |
| 12  | Folge 12        | 12화          | Yoo Seon-dong, Park Bong-seop | Yeo Ji-na   |
| 13  | Folge 13        | 13화          | Yoo Seon-dong, Park Bong-seop | Yeo Ji-na   |
| 14  | Folge 14        | 14화          | Yoo Seon-dong, Park Bong-seop | Kim Sae-bom |
| 15  | Folge 15        | 15화          | Yoo Seon-dong, Park Bong-seop | Kim Sae-bom |
| 16  | Folge 16        | 16화          | Yoo Seon-dong, Park Bong-seop | Kim Sae-bom |

## Produktion
Die Fernsehserie basiert auf einem gleichnamigen Webtoon des Zeichners Jang Yi.
Für den Drehbeginn der zweiten Staffel der Serie ist September 2021 angedacht.

## Rezeption
Auf Basis von 45 Nutzerrezensionen auf Rotten Tomatoes hat die Serie Ende Februar 2021 einen „Audience Score“ von 98 %.